# Leopold Wharton
Leopold Wharton (1 de septiembre de 1870 – 27 de septiembre de 1927) fue un director, productor, guionista y actor cinematográfico de origen británico, activo en la época del cine mudo. 
Nacido en Manchester, Inglaterra, dirigió 37 filmes entre 1911 y 1922, entre ellos la producción de 1915 The New Adventures of J. Rufus Wallingford, en la cual actuaba Oliver Hardy.
Su hermano era el también director y productor Theodore Wharton, con el cual fundó los Wharton Studios, con sede en Ithaca, Nueva York. Leopold Wharton falleció en Nueva York en 1927.

## Filmografía

### Director
| - The Rival Brothers' Patriotism (1911) - Memories (1912) - Locked Out of Wedlock (1912) - The Striped Bathing Suit (1912) - The Elusive Kiss (1913) - An Exciting Honeymoon (1913) - An Itinerant Wedding (1913) - Baseball's Peerless Leader (1913) - The Boundary Rider, codirigida con Theodore Wharton (1914) - The Warning (1914) - The Pawn of Fortune, codirigida con Theodore Wharton (1914) - A Prince of India , codirigida con Theodore Wharton (1914) - The Fireman and the Girl, codirigida con Theodore Wharton (1914) - The Exploits of Elaine, codirigida con Louis J. Gasnier y George B. Seitz (1914) - The Stolen Birthright, codirigida con Louis J. Gasnier y Theodore Wharton (1914) - The New Exploits of Elaine, codirigida con Louis J. Gasnier y Theodore Wharton (1915) - The Romance of Elaine, codirigida con Theodore Wharton (1915) - The New Adventures of J. Rufus Wallingford, codirigida con Theodore Wharton (1915) - Hazel Kirke, codirigida con Louis J. Gasnier y Theodore Wharton (1916) | - The Mysteries of Myra, codirigida con Theodore Wharton (1916) - The Lottery Man, codirigida con Theodore Wharton (1916) - Beatrice Fairfax, codirigida con Theodore Wharton (1916) - The Crusher, codirigida con Theodore Wharton (1917) - Patria, codirigida con Theodore Wharton (1917) - The Black Stork, codirigido con Theodore Wharton (1917) - The Great White Trail, codirigido con Theodore Wharton (1917) - Below Zero (1917) - The Missionary, codirigida con Theodore Wharton (1918) - Mission of the War Chest, codirigida con Theodore Wharton (1918) - Marriage a la Mode (1918) - Kute Kids vs. Kupid (1918) - The Eagle's Eye, codirigida con Theodore Wharton (1918) - The Red Peril, codirigida con Theodore Wharton (1919) - Squire Phin (1922) - Welcome to Our City (1922) - Mr. Potter of Texas (1922) - Mr. Bingle (1922) |

### Productor
| - The Boundary Rider, de Leopold Wharton y Theodore Wharton (1914) - A Change of Heart (1914) - The Warning, de Leopold Wharton (1914) - The Pawn of Fortune, de Leopold Wharton y Theodore Wharton (1914) - A Prince of India, de Leopold Wharton y Theodore Wharton (1914) - The Exploits of Elaine, de Louis J. Gasnier, George B. Seitz y Leopold Wharton (1914) - The Stolen Birthright, de Louis J. Gasnier, Leopold Wharton y Theodore Wharton (1914) - The Yellow Peril (1915) - The Lost Pearl (1915) - The New Exploits of Elaine, de Louis J. Gasnier, Leopold Wharton y Theodore Wharton (1915) - The Romance of Elaine]], de George B. Seitz, Theodore Wharton y Leopold Wharton (1915) - The New Adventures of J. Rufus Wallingford, de James Gordon, Leopold Wharton y Theodore Wharton (1915) | - The City, de Theodore Wharton (1916) - Hazel Kirke, de Louis J. Gasnier, Leopold Wharton y Theodore Wharton (1916) - The Mysteries of Myra, de Leopold Wharton y Theodore Wharton (1916) - The Lottery Man, de Leopold Wharton y Theodore Wharton (1916) - Beatrice Fairfax, de Leopold Wharton y Theodore Wharton (1916) - Patria, de Jacques Jaccard, Leopold Wharton y Theodore Wharton (1917) - The Great White Trail, de Leopold Wharton y Theodore Wharton (1917) - Below Zero, de Leopold Wharton (1917) - The Candidates, de Robin H. Townley (1918) - Kute Kids vs. Kupid (1918) - The Eagle's Eye, de Leopold Wharton (1918) - April Fool, de John K. Holbrook (1918) |

### Guionista
| - The Great White Trail, de Leopold Wharton y Theodore Wharton (1917) | - April Fool, de John K. Holbrook (1918) |

### Actor
| - Abraham Lincoln's Clemency, de Theodore Wharton (1910) | - A Prince of India (1914) |